# Красносельський район
Красносéльський райо́н — район Санкт-Петербурга, розташований в південно-західній частині міста.
Межує з:
- Кіровським районом
- Московським районом
- Петродворцовим районом
- Ломоносовським районом Ленінградської області
- Гатчинським районом Ленінградської області.

Сьогодні Красносельський район — один з районів, що динамічно розвиваються в Санкт-Петербурзі. В найближчі роки будуть реалізовані проекти в сфері житлового будівництва (мікрорайон «Юго-Запад», багатофункціональний житловий комплекс Балтійська перлина), створені нові сучасні промислові підприємства (завод «Елкотек»), введені в експлуатацію Південно-Західні очисні споруди.

## Історія
Створений Указом Президіума Верховної Ради РРФСР від 13 квітня 1973. Крім Красного Села району були додані частина території Кіровського району (від Вугільної гавані до Талліннського шосе, селища Урицьк (колишнє Лігово), Соснова Поляна, Володарський, Старо-Паново), а також Горєлово, Торики та Можайський.
В 1979-у році до складу Красносельського району увійшло селище Хвойний, до цього входило в склад Гатчинського району Ленінградської області. Територія цього військового містечка з усіх боків оточена територією Гатчинського району Ленінградської області, воно є анклавом.

## Муніципальні утворення
В склад району входять 7 муніципальних утворень:
1. місто Красне Село
2. муніципальний округ № 37
3. муніципальний округ Соснова Поляна
4. муніципальний округ Урицьк
5. муніципальний округ Константиновське
6. муніципальний округ Горєлово
7. муніципальний округ Южно-Приморський.